# Herb Hagi

Herb Hagi

Herb Hagi jest oficjalnym symbolem miasta Haga.
Herb składa się ze złotej tarczy z bocianem w naturalnych kolorach, trzymającym w dziobie czarnego węgorza, nad którą znajduje się korona, a po bokach lwy. 27 września 2012 została dodana dewiza Vrede en Recht (pl. Pokój i sprawiedliwość), odnosząc się do znajdującego się w mieście Międzynarodowego Trybunału Sprawiedliwości. Jest to pierwsze motto miejskie od 1948.